# Şehzade Mehmed Şerafeddin
Şehzade Mehmed Şerafeddin Efendi (turco ottomano: شهزادہ محمد شرف الدین; Istanbul, 19 maggio 1904 – Beirut, 1966) è stato un principe ottomano, figlio di Şehzade Selim Süleyman e nipote del sultano Abdülmecid I.

## Origini
Şehzade Mehmed Şerafeddin nacque il 19 maggio 1904 a Istanbul, nel Palazzo Feriye. Suo padre era Şehzade Selim Süleyman, figlio del sultano ottomano Abdülmecid I e di una delle sue consorti, Serfiraz Hanim. Sua madre era la quarta consorte del padre, Ayşe Tarzıter Hanım. Aveva una sorella maggiore, Emine Naciye Sultan, e un fratellastro paterno maggiore, Şehzade Mehmed Abdülhalim.

## Istruzione e carriera
Şerafeddin si formò al Padiglione Ihlamur, un istituto militare creato da suo cognato Ismail Enver, Ministro della Guerra, che voleva che i principi ricevessero una formazione militare. Oltre all'addestramento, veniva insegnata letteratura, storia, religione, matematica e geometria.
Şerafeddin frequentò poi l'Accademia militare teresiana di Vienna, istituita nel 1751 dall'Imperatrice Maria Teresa, insieme a Şehzade Ömer Faruk, figlio del califfo Abdülmecid II. Tuttavia, Ismail Enver riteneva che l'accedemia viennese formasse solo ufficiali "decorativi" e li trasferì a Postdam, in Prussia (attuale Germania), dove avevano già studiato altri principi ottomani, ritenendo la formazione prussiana più efficace. Tornò in patria dopo il diploma.
Fra il 1918 e il 1922 presto servizio attivo nell'esercito ottomano come sottotenente di fanteria.

## Esilio e morte
Nel 1924 la dinastia ottomana venne esiliata. Şerafeddin e la sua famiglia vissero prima a Parigi, poi a Il Cairo e infine a Beirut, in Libano. Morì a Beirut nel 1966 e venne sepolto nel cimitero del Monastero di Solimano a Damasco, in Siria.

## Famiglia
Şerafeddin ebbe due consorti:
- Hatice Şükriye Sultan. Figlia di Şehzade Yusuf Izzeddin e nipote del sultano Abdülaziz, si sposarono il 14 novembre 1923 nella Villa Nişantaşı. Non ebbero figli e divorziarono nel 1927. Lei in seguito si risposò altre due volte[9].
- Semahet Hanım. Nata l'8 ottobre 1911 a Beirut, in Libano, si sposarono nel 1928. Da lei ebbe l'unica figlia. Seguì il marito in esilio, ma divorziarono nel 1956. Morì nel 1973[7][10].

### Figlia
Şerafeddin ebbe una sola figlia:
- Bezmiâlem Mübeccel Sultan (10 maggio 1929 - 1 luglio 1993) - con Semahet Hanım. Nata a Beirut, morì a Istanbul e venne sepolta nel cimitero Zincirlikuyu. Sposò Ihlan Baransel (1924 - 24 aprile 1997) nel dicembre 1954, a Istanbul. Ebbe un figlio: 
  - Sultanzade Cengiz Baransel (n. 1965). Sposò Shenay Küçük ed ebbe un figlio:
    - Kaan Baransel (n. 1994)

## Onorificenze
Şerafeddin venne insignito delle seguenti onorificenze:
- Ordine di Osmanie, 1ª classe
- Ordine di Mejīdiyye, 1ª classe
- Medaglia di guerra Liyakat, argento